# Obsessão (álbum de KLB)
Obsessão é o quinto CD da banda pop KLB. É o álbum que marca a nova fase do KLB com a nova gravadora Universal. A produção do disco conta com a participação de Paul Ralphes que que tem no currículo trabalhos com as principais bandas de pop-rock do país (Paralamas do Sucesso, Kid Abelha, Engenheiros do Hawaii, Cidade Negra etc.). Foi o produtor inglês radicado no Brasil que trouxe ao disco seu primeiro sucesso: Um Anjo, versão para Angels, mega-hit do conterrâneo Robbie Williams. Mesmo antes do lançamento de Obsessão, a música já liderava paradas Brasil afora e em apenas 15 dias Obsessão já era disco de ouro.
Além de Um Anjo tem a regravação estilo pop/rock da música Não Vou Chorar da banda de axé Chiclete Com Banana e Obsessão, versão cover do Grupo Aventura, com participação do rapper paulistano Pregador Luo.
Outras faixas que mostram o estilo mais rock deste cd são Giuliana e 11 de Setembro ambas escritas pelo compositor Junno Andrade. A interessante 11 de Setembro relaciona o atentado nos Estados Unidos ao aniversário do compositor, comemorado nessa data.

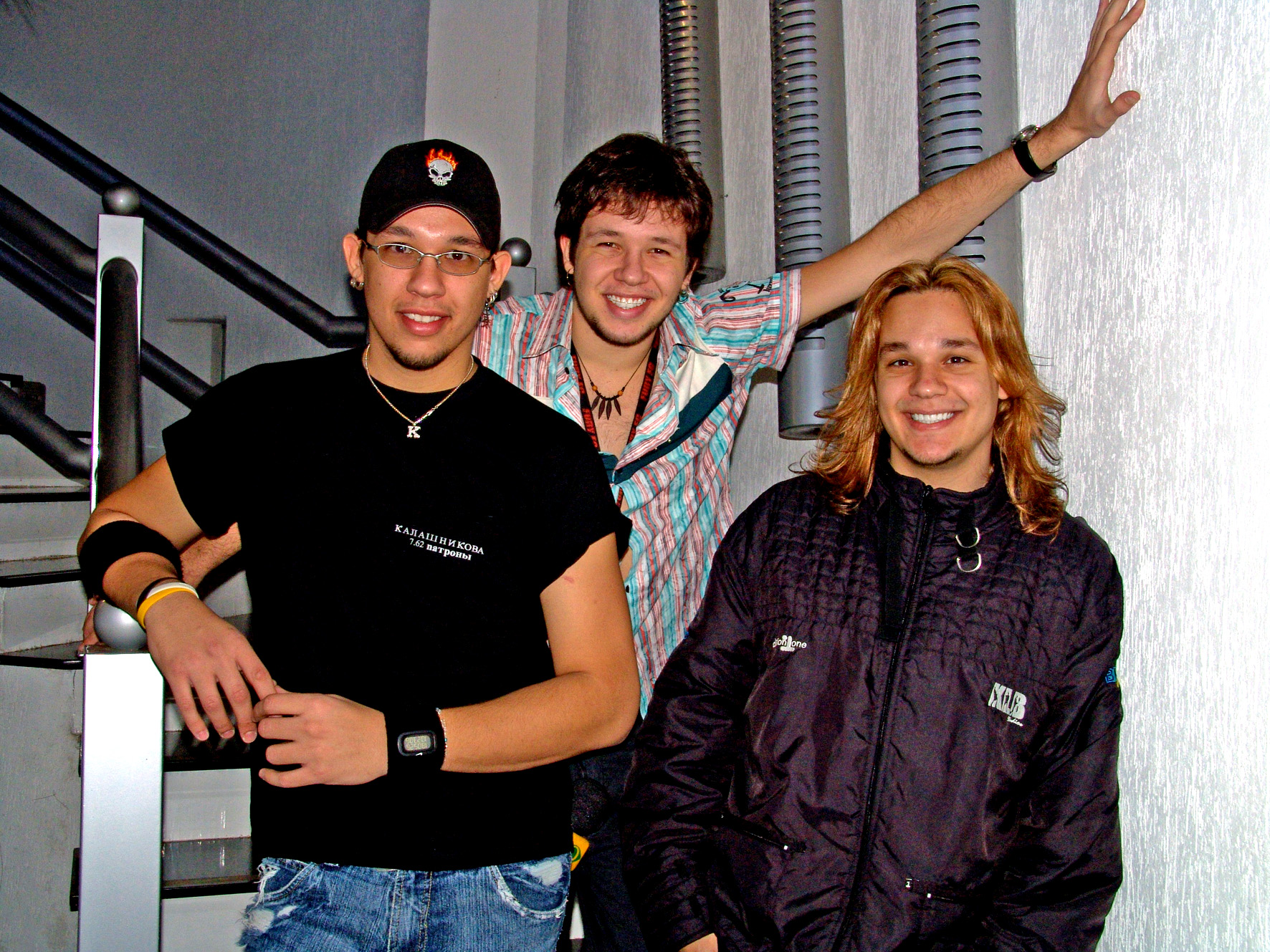
KLB em 2005, da esquerda para direita: Kiko, Bruno e Leandro

## Faixas
| #   | Título                                     |
| --- | ------------------------------------------ |
| 1.  | "Um Anjo" (Angels)                         |
| 2.  | "Giuliana"                                 |
| 3.  | "Obsessão" (Obsesión)                      |
| 4.  | "Quando Penso Em Você"                     |
| 5.  | "Já Nem Sei Voltar"                        |
| 6.  | "Foi Amor"                                 |
| 7.  | "11 de Setembro"                           |
| 8.  | "Uma Noite E Muito Mais"                   |
| 9.  | "Me Ame Ou Me Deixe"                       |
| 10. | "Eu Tenho Muita Coisa Pra Falar"           |
| 11. | "Não Vou Chorar"                           |
| 12. | "Você Pode Voltar Atrás (versão acústica)" |

## Singles
1. Um Anjo (Angels)
2. Obsessão (Obsesión) (part. Pregador Luo)
3. Quando Penso em Você
4. Giuliana

## Créditos
- Kiko: Guitarra, Piano, Violão e Vocal de apoio
- Leandro: Vocalista e Bateria
- Bruno: Baixista, Vocal de apoio e Baixo acústico (na faixa 12)
- Pregador Luo: Vocais (na faixa 3)